# Afroameriška književnost
Afroameriška književnost je književnost ameriških črncev. Izraz črnska literatura, ki ga sinonimno uporabljamo, je manj natančen, saj zajema tudi literaturo temnopoltih v Afriki in drugod. Začela se je v 18. stoletju in je danes prepoznavna z avtorji, kot sta Toni Morrison in Walter Mosley; vplivala je na gospel, blues in rap. 

## Zgodovina

### Zgodnja afroameriška literatura
Najzgodnejše znano delo je pesem Bars Fight Lucy Terry o dogodku iz leta 1746, ki se je z ustnim izročilom ohranila do leta 1855, ko je bila končno objavljena. Že leta 1773 pa je izšla knjiga Phillis Wheatley z naslovom Poems on Various Subjects, Religious and Moral. Phillis je bila sužnja pri bostonski družini, ki ji je nudila tudi izobrazbo; pri njih se je soočila z literaturo in ob spodbujanju gospodarjev še sama začela pisati pesmi, podobne britanski literaturi 18. stoletja. Za javnost je bila misel, da je dvajsetletna temnopolta sužnja pesnica, tako neverjetna, da je moralo 18 uglednih bostonskih meščanov podpisati izjavo, da je delo res njeno, kar so storili šele po zaslišanju o grških in latinskih bogovih, Johnu Miltonu in drugih, ki so navdihovali Phillisino poezijo. Izjavo so kot predgovor vključili v knjigo. Gospodar je pred svojo smrtjo Phillis osvobodil in dekle se je poročilo s temnopoltim trgovcem, ki pa ni bil uspešen, zato je morala Phillis delati kot služkinja in opravljati težja dela kot v svojih suženjskih časih. Od pisanja ni mogla živeti, saj je bilo gospodarstvo v ZDA takrat v slabem položaju. Umrla je pri 31 letih. 
Evropejci so se spraševali, če lahko »afriška človeška vrsta« kdaj ustvari pravo literaturo. Če je to možno, potem sta afriški in evropski človek v svojem bistvu povezana; če pa to ni mogoče, naj bi bilo jasno, da je Afričanom usojeno biti sužnji. Ob izidu knjige Phillis Wheatley so odprli vprašanje, ali izdaja njenih pesmi morda pomeni, da je Afričanka človeško bitje in ne bi smela biti zasužnjena.

### Suženjske zgodbe
Sredi 19. stoletja je polemika okrog suženjstva pripeljala do razvnetega pisanja na obeh straneh spora – knjige, kot je Koča strica Toma (1852) Harriet Beecher-Stowe (v slovenščino sta jo vzporedno, ne da bi vedela drug za drugega, prevedla Franc Malavašič in Janez Božič že leto po izvirniku (1853), sledila sta še dva prevoda, Olga Grahor (1934) in Sončka Lorenci (1973)) so predstavljale pogled zagovornikov odprave suženjstva, medtem ko se je na drugi strani razvila tako imenovana »Anti-Tom literature«, ki so jo pisali beli južni pisatelji. Zelo priljubljene so bile suženjske zgodbe, ki so jih pripovedovali pobegli sužnji in v njih opisovali grozote, ki so jih doživeli. Za te zgodbe so značilni konkretno, predmetno izražanje, natančno podobje, ironija, ciničen humor, satira, polemiziranje, karikature ... Okrog šest tisoč bivših sužnjev Severne Amerike in Karibov je poročalo o svojem življenju, okrog 150 pa je bilo objavljenih v obliki samostojne knjige ali brošure. 
Suženjske zgodbe so grobo razdeljene v tri različne kategorije: zgodbe o verski odrešitvi, zgodbe za spodbujanje boja proti suženjstvu in zgodbe o napredku.
Eden bolj znanih takih avtorjev je bil Frederick Douglass, ki je napisal knjigo Narrative of the Life of Frederick Douglass, an American Slave, izdana je bila leta 1845. Tovrstna besedila so belcem prikazala suženjstvo z zornega kota temnopoltih in dokazala, da so tudi oni ljudje in imajo človeške pravice. Še vedno so nekateri trdili, da gre le za propagando proti suženjstvu, vendar pa so besedila med bralci povzročila mnogo razprav o rasah, družbenih pravicah in svobodi.

### Prvi roman temnopoltega avtorja
Leta 1853 je William Wells Brown izdal roman Clotel, the President's Daughter. Roman govori o hčeri ameriškega predsednika in njegove temnopolte sužnje. Znano je, da so imeli zgodnji ameriški predsedniki sužnje, tretji predsednik Thomas Jefferson naj bi imel več otrok s svojo sužnjo, ki je po smrti žene postala njegova ljubica. 

### W. E. B. Du Bois, Booker T. Washington, Marcus Garvey
Ob prelomu v 20. stoletje je bilo suženjstvo že štirideset let ukinjeno in temnopolti so živeli po vseh delih Severne Amerike. Gospodarstvo je bilo v razcvetu in mnogo se jih je preselilo na industrializirani sever ter prevzelo službe v tovarnah. Končno so dobili tudi možnost izobrazbe in s tem so temnopolti avtorji dobili občinstvo. 
Prvi pomembnejši pisatelj je bil W. E. B. Du Bois, eden od ustanoviteljev organizacije za pravice temnopoltih National Association for the Advancement of Colored People (NAACP). Rodil se je v Bostonu in imel malo stikov s temnopoltimi z juga ZDA. Zavzemal je stališče, da morajo vsi temnopolti postati enakopravni belcem. Poglaviten problem njegovih del je bilo zatiranje. Leta 1903 je izdal vplivno zbirko esejev z naslovom The Souls of Black Folk, v kateri je najti pozneje mnogokrat citiran stavek: »The problem of the twentieth century is the problem of the color-line.« (Problem 20. stoletja je problem barvne lestvice.) Du Bois je verjel, da bi morali Afroameričani zaradi skupnih interesov sodelovati v bitki proti predsodkom in neenakosti. 
Iz tega obdobja po odpravi suženjstva je tudi pisatelj Booker T. Washington. Med izdanimi deli najdemo The Future of the American Negro (1899) in Up From Slavery (1901). Washington na nek način predstavlja Du Boisu nasprotna gledanja. Verjel je, da morajo temnopolti najprej dokazati enakost belcem in šele nato zahtevati konec rasizma. 
Jamajčan Marcus Garvey je bil novinar in voditelj kampanje svoje organizacije Universal Negro Improvement Association (UNIA). Spodbujal je ljudi afriškega izvora, naj bodo domovini svojih prednikov naklonjeni, in napisal več esejev za časopis Negro World. Njegova druga žena je nekaj njegovih predavanj in drugih del zbrala v knjigah Philosophy and Opinions of Marcus Garvey Or, Africa for the Africans (1924) in More Philosophy and Opinions of Marcus Garvey (1977).

### Harlemska renesansa
Ko se je vodstvo mesta New York odločilo pozidati severni del Manhattna, naj bi se tam naselili lastniki tovarn. Ker pa se nihče ni želel preseliti tako daleč, so nastanitev ponudili temnopoltim, ki so množično prihajali in nastala je najbolj znana temnopolta skupnost v ZDA – Harlem. To je bila urejena soseska, v kateri niso živeli le siromaki, ampak tudi izobraženi srednji sloj temnopoltih Američanov in skupine pred ukinitvijo suženjstva osvobojenih temnopoltih. Po prvi svetovni vojni se je začelo obdobje, imenovano »harlemska renesansa« – izbruh literature, umetnosti, glasbe in gledališča temnopoltih avtorjev iz Harlema. V tem času so zasloveli pesnik in pisatelj Langston Hughes (pesniška zbirka The Weary Blues, roman Not Without Laughter; v začetku delovanja je izdal tudi zbirko pesmi The Book of American Negro Poetry), pisatelj Jean Toomer (zbirka zgodb, pesmi in skic Cane), zavzeta raziskovalka črnske kulture Zora Neale Hurston (roman Their Eyes Were Watching God) in drugi. V času harlemske renesanse so se avtorji zavedali, da njihovo občinstvo sestavljajo predvsem belci, saj izobraženih temnopoltih ni bilo dovolj, in so temu primerno tudi izbirali teme svojih del. 
Katastrofalni zlom ameriške borze konec leta 1929 je pomenil konec zlate dobe za temnopolte Američane, ki so po tem dogodku svoja dela težko objavljali. Richard Wright je bil eden od srečnežev, ki so se vključili v Rooseveltov program za zaposlitev brezposelnih po depresiji, in je med drugo svetovno vojno izdal knjigo na temo rasizma Domačinov sin. K pisanju je spodbujal tudi Ralpha Ellisona, ki je z romanom Nevidni človek bralcem predstavil svet običajnega severnoameriškega črnca.

### Gibanje za državljanske pravice
V šestdesetih letih se je pojavilo gibanje za državljanske pravice in temnopolti avtorji so se mu množično pridružili. Wrightov prijatelj James Baldwin je sicer začel pisati že prej, toda svoja pomembnejša dela je napisal prav v šestdesetih letih, na primer Another Country in The Fire Next Time. V svojih delih ni komentiral le rasizma, ampak tudi spolno usmerjenost, družino, politiko in vero. Lorraine Hansberry je bila prva črnka, ki je doživela uprizoritev svoje drame A Raisin in the Sun na Broadwayu in za to celo dobila nagrado kritikov. Pesnik, dramatik, zgodovinar in aktivist Amiri Baraka je bil aretiran zaradi posedovanja orožja in v sojenju so ga z branjem njegove poezije na sodišču poskusili predstaviti kot sovražnika belcev, kar je povzročilo vsesplošno nasprotovanje pisateljev. V šestdesetih letih se je pojavila tudi pesnica in dramatičarka Ntozake Shange z meditiranjem o ženskah z naslovom For Colored Girls Who Have Considered Suicide / When the Rainbow Is Enuf. 

### Črnska literatura danes
V 70. in 80. letih so dela temnopoltih avtorjev začela zasedati prva mesta na seznamih uspešnic. James Emanuel je bil leta 1968 urednik zbirke črnskih zapisov Dark Symphony: Negro Literature in America, ki je zelo vplivala na nastanek mnogih poznejših del. 
V tem času sta zasloveli Toni Morrison (Ljubljena) in Alice Walker (Nekaj vijoličastega), pa tudi Alex Haley (Korenine, The Autobiography of Malcom X), Maya Angelou (I Know Why the Caged Bird Sings), Gayl Jones (Corregidora, Eva's Man), Jamaica Kincaid] (At the Bottom of the River, Annie John) in John Edgar Wideman (The Homewood Trilogy).
Več avtorjev črnske literature je v zadnjih desetletjih dobilo Pulitzerjevo nagrado: Toni Morrison za roman Ljubljena, Alex Haley za Korenine: Saga o ameriški rodovini, Alice Walker za pisemski roman Nekaj vijoličastega in drugi, zadnji je bil leta 2004 Edward P. Jones za roman The Known World. Med mlajšimi afroameriškimi romanopisci so uspešni David Anthony Durham, Tayari Jones, Kalisha Buchanon in drugi. Pišejo tudi fantastiko, znanstveno fantastiko, grozljivko (Walter Mosley, Robert Fleming, John Ridley ...). 
Veliko podporo črnska literatura dobiva s strani knjižnega kluba Oprah Winfrey, Oprah's Book Club, ki prinaša temnopoltim piscem precej večje občinstvo, kot bi ga morda dosegli brez nje.

## Teme
Črnska literatura se loteva najrazličnejših tem, največkrat pa raziskuje probleme svobode in enakosti, ki sta bila temnopoltim v Združenih državah Amerike dolgo nedosegljiva. Pogoste teme so tudi afroameriška kultura, rasizem, vera, suženjstvo in občutenje doma. 

## Črnci v slovenski literaturi
Začelo se je z dvojnim, paralelnim prevodom Koče strica Toma Harriet Beecher Stowe: Stric Tomaž ali življenje zamorcov v Ameriki Janeza Božiča in Stric Tomova koča ali Življenje zamorcov v robnih deržavah svobodne séverne Amerike Franca Malavašiča 1853. Sicer v slovenski književnosti nastopajo večinoma afriški in ne ameriški črnci. 1923 je v podlistku Slovenskega naroda izhajal prevod »resničnega črnskega romana« Batuala Renéja Marana.

### Pripovedništvo
- Boris Pahor, Nomadi brez oaze (1956)
- Zlato črnih dlani: Umetniška proza črnske Afrike (1963)
- Zdenka Žebre, Okomfu Anoči (1982), Se spominjaš Afrike? (2003)
- Mimi Malenšek, Počitnice v Bayangi (1986)
- Marjeta Dajčman, Afrika, Afrika: Ljubezensko-pustolovski roman (1994)
- Marjan Tomšič, Grenko morje: Roman o aleksandrinkah (2002)
- Aksinja Kermauner, Berenikini kodri (2006)
- Sonja Porle, Črni angel, varuh moj (2007)
- Gabriela Babnik, Koža iz bombaža (2007), Sušna doba (2012)
- Aleksandra Veblé, Alekaneka (2007)
- Boris Kolar, Iqball hotel (2008)
- Ivan Sivec, Škorpijonov pik (2010)

### Poezija
- motiv zamorca v mitu o lepi Vidi
- Anton Umek, Abuna Soliman (1863)
- Tone Pavček, Juri-Muri v Afriki (1962)
- Ivo Antič, Afrika: Aforizmi in karikature (1991)
- Andrej Medved: Afrika (2006)

### Dramatika
- Milan Jesih, Afrika (1987)
- Boris Kobal, Afrika ali Na svoji zemlji (1996)

### Potopis, dokumentarna literatura
- Ignacij Knoblehar, Potovanje po Beli reki (1850)
- Maksimilijan Jezernik, Rim - Atene - Nairobi: Popis potovanja po Afriki (1963)
- Jože Šircelj, Živa Afrika (1977)
- Evald Flisar, Južno od severa (1981), Popotnik v kraljestvu senc (2001)
- Zvone Šeruga, Nevarne poti (1993), Prijazne poti (1996), Nekam daleč (2003), Nazaj v Afriko (2007), Popotnik (2012)
- Anka Senčar, Ankina Moja Afrika (1997)
- Tomo Križnar, Nuba: čisti ljudje (1999), Nafta in voda (2010)
- Uroš Blažko, Pot v večno poletje (2002)
- Jure Šterk, V modri neskončnosti (2004)
- Jože Lenič, Črni diamanti (2006)
- Magda Reja, Ime tvoje zvezde je Bilhadi (2006), Sledi v pesku (2012)
- Gregor Födransperg, Kolo, severovzhod: Kolesarsko potepanje po Afriki, od Rta dobre nade do Kilimandžara (2007)
- Marko Suhoveršnik, Ljubezen v Bengueli: Mesec dni misijonskega prostovoljstva v Angoli (2008), Kapljica misijonskega prostovoljstva v drobcih Mozambika (2012)
- Anton Pačnik, Mwinda: Oljenka ob reku Kongo: Izpoved misijonarja (2009)
- Dragan Potočnik, Zgodbe z afriških in azijskih dvorišč (2012)

### Diplomska dela na temo afriške in afroameriške književnosti ter Afrike v evropskem romanu
- Nataša Jovanović, The theme of black motherhood in Maya's Angelou's I know why the caged bird sings and Singin' and swingin' and gettin' merry like Christmas (FF Ljubljana, 1999)
- Manja Bratuž, The main source of strenghth for survival of black women in Gloria Naylor's "The women of Brewster Place" and Alice Walker's "The color purple" (FF Ljubljana, 2002)
- Eva Majdič, Prevajanje črnske angleščine pri Ljubljeni Toni Morrison in Nekaj vijoličastega Alice Walker (FF Ljubljana, 2005)
- Ana Barič, Subverzivne strategije v romanu "Življenje in pol" Sonyja Labouja Tansija (FF Ljubljana, 2006)
- Jasna Gabrovšek, Vse šteje - izbor kratkih zgodb Ame Ate Aidoo ter položaj afriških žensk v afriški postkolonialni družbi (FF Ljubljana, 2006)
- Darja Marinšek, Obrezovanje deklic v literaturi afriških in afro-ameriških pisateljic (FF Ljubljana, 2006)
- Melita Vešner, Afrika v sodobnem slovenskem romanu: Gabriela Babnik Koža iz bombaža in Sonja Porle Črni angel (FF Ljubljana, 2010), Vprašanje identitete v romanu Chinue Achebeja Razpad (FF Ljubljana, 2009)
- Denis Recek, Afriška literatura (FF Maribor, 2011)
- Cita Konec, Zgodovinske in jezikovne prvine v noveli o suženjstvu The Price of a Child (FF Maribor, 2012)
- Nina Rošer, Postmoderna suženjska pripoved (FF Maribor, 2013)
- Neva Malačič, Podoba Afrike pri Kapuścińskem in Moroviću (FF Ljubljana, 2013)